# Cotton Inc.
Pour les articles homonymes, voir Coton (homonymie) et Cotton.
Cotton Inc. est un organisme à but non lucratif fondé par des producteurs de coton aux États-Unis en 1970.

## Histoire
La Loi sur la recherche et la promotion du coton (en) de 1966 a permis la création de l'entreprise en 1970. Cotton Inc. promeut l'utilisation du coton et ses bienfaits, et effectue aussi des recherches sur le coton. Elle a permis l’accroissement du coton dans le marché du textile en proposant des meilleures technologies et à l'aide de son certificat, le Cotton Seal, qui apparaît sur les produits des entreprises certifiées par celle-ci.
Son siège social est établi à Cary, en Caroline du Nord, mais l'organisme a aussi des bureaux à New York, Mexico, Hong Kong, Shanghai et Osaka. Cotton Inc. travaille aussi avec le Cotton Council International.